# بروگه
بروگه (به آلمانی: Brügge) یک شهر در آلمان است که در رندسبورگ-اکرنفورده واقع شده‌است. بروگه ۱٬۰۵۷ نفر جمعیت دارد.